# 1000hp
1000 hp è il sesto album in studio del gruppo musicale Godsmack, pubblicato il 5 agosto 2014 dall'etichetta discografica Universal.

## Tracce
1. 1000hp – 3:47
2. FML – 3:30
3. Something Different – 4:38
4. What's Next? – 4:20
5. Generation Day – 6:08
6. Locked & Loaded – 4:09
7. Livin' In The Gray – 4:04
8. I Don't Belong – 3:31
9. Nothing Comes Easy – 5:35
10. Turning To Stone – 5:02
11. Life Is Good (bonus track) – 4:04